# 松本圭佑
松本 圭佑（まつもと けいすけ、1999年7月17日 -)は、日本のプロボクサー。第67代日本フェザー級王者。元WBOアジアパシフィックフェザー級王者。大橋ボクシングジム所属。神奈川県横浜市出身。

## 人物
祖父は東日本ウェルター級新人王松本弘、父は日本・東洋太平洋フェザー級王者松本好二というボクシング一家。
脱毛症の影響で2023年の試合からスキンヘッドにしている。
フジテレビの番組ミライ☆モンスターでたびたび特集されていることから、あだ名は「ミライモンスター」。

## 来歴
小学3年生からボクシングを始めて、U-15大会で5連覇。
みなと総合高校卒業後、東京農業大学に進学(後にプロ入りのため中退)。なおみなと総合高校時代、全国高等学校ボクシング選抜大会でライトフライ級の部で優勝経験がある。
2020年8月24日、プロデビュー戦は4回TKO勝ち。
2023年4月18日、後楽園ホールにて行われた「ダイヤモンドグローブ」のメインで日本フェザー級1位で元日本同級王者佐川遼と日本同級王座決定戦を行い、10回3-0(99-91×2、98-92)判定勝ちで日本王座獲得。なお同階級で親子揃って日本王者になるのは史上初。
2023年8月30日、後楽園ホールで行われた「フェニックスバトル」のメインイベントでWBOアジアパシフィックフェザー級2位および日本同級1位のリドワン・オイコラとWBOアジアパシフィック同級王座決定戦および日本同級タイトルマッチの2冠戦を行い、12回3-0（117-111、118-110、119-109）判定勝ちを収め、日本王座初防衛成功と同時にWBOアジアパシフィック王座を獲得し、2冠王者となった。
2023年12月1日付で、WBOアジアパシフィック王座を返上した。
2024年2月22日、後楽園ホールで行われた「フェニックスバトル」のセミファイナルで日本フェザー級1位の前田稔輝と日本同級タイトルマッチを行い、10回3-0（96-92×3）の判定勝ちを収め2度目の防衛に成功した。
2024年6月25日、後楽園ホールで行われた「フェニックスバトル」のメインで日本フェザー級8位の藤田裕史と日本同級タイトルマッチを行い、10回3-0（100-90×3）の判定勝ちを収め3度目の防衛に成功した。
2024年10月17日、後楽園ホールで行われた「フェニックスバトル」のセミファイナルで日本フェザー級7位の中川公弘と日本同級タイトルマッチを行い、2回2分25秒KO勝ちを収め4度目の防衛に成功した。
2025年3月25日、後楽園ホールの「フェニックスバトル」のメインイベントで日本フェザー級1位の指名挑戦者大久祐哉と日本同級タイトルマッチを行う予定だったが、松本が前日計量を行う2025年3月24日の早朝に減量中に痙攣を起こして病院に搬送されたため中止となった。その後、JBCは「試合の前日計量において減量失敗による体調不良を理由に試合をキャンセルさせた。このことは競技としてのボクシングの権威と信用を著しく棄損する行為」として松本に2025年3月24日から1年間のライセンス停止処分を下し、日本王座も同日付で返上された。

## 戦績
- アマチュア - 95戦80勝15敗
- プロ - 12戦12勝0敗(8KO)

| 戦           | 日付           | 勝敗 | 時間    | 内容    | 対戦相手                     | 国籍         | 備考 |
| ------------ | -------------- | ---- | ------- | ------- | ---------------------------- | ------------ | --- |
| 1            | 2020年8月24日  | ☆    | 4R 0:34 | TKO     | 三宅寛典（ビッグアーム）     | 日本         | プロデビュー戦 |
| 2            | 2021年1月14日  | ☆    | 1R 2:26 | TKO     | ベジータ石川（折尾）         | 日本         | |
| 3            | 2021年5月21日  | ☆    | 1R 2:08 | TKO     | 室田拡夢（T&T）              | 日本         | |
| 4            | 2021年12月14日 | ☆    | 5R 0:46 | TKO     | 荒木貴裕（JBスポーツ）       | 日本         | |
| 5            | 2022年6月29日  | ☆    | 1R 0:42 | TKO     | ナクハリン・ハンギュ         | タイ         | |
| 6            | 2022年9月13日  | ☆    | 2R 1:43 | TKO     | 石田凌太（角海老宝石）       | 日本         | |
| 7            | 2023年1月10日  | ☆    | 2R 2:42 | TKO     | 濱口人夢(市野)               | 日本         | |
| 8            | 2023年4月18日  | ☆    | 10R     | 判定3-0 | 佐川遼（三迫）               | 日本         | 日本フェザー級王座決定戦                                                                                            |
| 9            | 2023年8月30日  | ☆    | 12R     | 判定3-0 | リドワン・オイコラ（平仲BS） | ナイジェリア | WBOアジアパシフィックフェザー級王座決定戦・日本フェザー級タイトルマッチ WBOアジア太平洋王座獲得→返上・日本王座防衛1 |
| 10           | 2024年2月22日  | ☆    | 10R     | 判定3-0 | 前田稔輝（グリーンツダ）     | 日本         | 日本王座防衛2 |
| 11           | 2024年6月25日  | ☆    | 10R     | 判定3-0 | 藤田裕史（井岡)              | 日本         | 日本王座防衛3 |
| 12           | 2024年10月17日 | ☆    | 2R 2:25 | TKO     | 中川公弘（ワタナベ)          | 日本         | 日本王座防衛4 |
| テンプレート |                |      |         |         |                              |              | |

## 獲得タイトル

### アマチュア
- 第29回全国高等学校ボクシング選抜大会ライトフライ級優勝
- 2018年度台北市カップ国際トーナメントバンタム級優勝

### プロ
- 第67代日本フェザー級王座（防衛4=返上）
- WBOアジアパシフィックフェザー級王座（防衛0=返上）